# فابيولا زولاغا
فابيولا زولاغا (بالإسبانية: Fabiola Zuluaga)‏ هي لاعبة كرة مضرب كولومبية سابقة. سبق أن شاركت في دورة الألعاب الأولمبية الصيفية.

## روابط خارجية
- فابيولا زولاغا على موقع رابطة محترفات التنس (الإنجليزية)
- فابيولا زولاغا على موقع الاتحاد الدولي لكرة المضرب (الإنجليزية)
- فابيولا زولاغا على موقع كأس بيلي جين كينغ (الإنجليزية)
- فابيولا زولاغا على موقع خلاصة التنس.كوم (الإنجليزية)
- فابيولا زولاغا على موقع أوليمبيديا (الإنجليزية)